# Челяднина, Агриппина Фёдоровна
Агриппина (Аграфена) Фёдоровна Челяднина (Челядина) — воспитательница Ивана Грозного.
Жена боярина и дворецкого Василия Андреевича Челяднина, дочь князя Фёдора Васильевича Оболенского (по прозвищу Телепень) и сестра Ивана Фёдоровича Телепнёва-Оболенского.

## Биография
На свадьбе великого князя Василия III и Елены Глинской 28 января 1526 года находилась «у постели».
В сентябре 1530 года сопровождает великого князя Василия III в Троице-Сергиев монастырь, где 4 сентября был крещён первенец государя — будущий Иван Грозный. С этого времени становится «бабкой»-опекуншей при малолетнем великом князе.
В феврале 1533 года присутствовала на свадьбе князя Андрея Ивановича Старицкого, брата великого князя и княгини Ефросиньи Андреевны (урождённая Хованская).
В 1533 году назначена Василием III незадолго перед его кончиной мамкой к его сыну, царевичу Ивану, с наказом не отходить от ребёнка «пяди не отступала». 3 декабря присутствовала при кончине Василия III и 4 декабря на церемонии погребения великого князя в Архангельском соборе Московского кремля.
В это время она была уже вдовой, так как её муж скончался около 1516—1518 года. Её положение при дворе было весьма высоким благодаря положению собственной родни и родни мужа. После смерти Василия III её брат Иван «Овчина» Телепнёв стал фаворитом матери Ивана Грозного Елены Глинской и фактически возглавлял правительство.
В январе 1536 года на приёме у малолетнего великого князя Ивана Грозного, сопровождала его мать Елену Глинскую. В июне этого же года едет вместе с великой княгиней на богомолье в Троице-Сергиев монастырь.
Вскоре после того, как 20 апреля 1538 года умерла Елена Глинская, братья-бояре Иван и Василий «Немой» Шуйский совершили переворот, арестовав Ивана Телепнева и Агриппину, оторвав её от малолетнего царя. Агриппина была сослана на север в Каргополь и пострижена в монахини с именем старицы Варсонофии. Туда же была сослана и её сноха — Аграфена (вероятно жена брата).
Известны три её дочери: две № по имени, супруги Фёдора Ивановича Беззубцева, князя Семёна Фёдоровича Курбского и Мария выдана замуж за боярина и конюшего Ивана Петровича Фёдорова-Челяднина.